# Тугун
Тугу́н (лат. Coregonus tugun) — пресноводная рыба рода сигов. Эндемик Сибири, населяет реки, впадающие в Северный Ледовитый океан от Оби до Яны, в бассейне Нижней Оби, встречается во всех уральских притоках. На Оби известен под названиями: сосьвинская сельдь, тугунок или манерка. Тело невысокое и более округлое в поперечном сечении, чем у других представителей рода. Длина до 20 см, весит до 90 г. В боковой линии 54—76 легко спадающих чешуй. Цикл жизни тугуна короткий: большинство рыбок созревают уже на втором году жизни. Живёт до 6 лет. Питается планктонными ракообразными, личинками насекомых.